# Sheridan (Misuri)
Sheridan es un pueblo ubicado en el condado de Worth en el estado estadounidense de Misuri. En el Censo de 2010 tenía una población de 195 habitantes y una densidad poblacional de 388,09 personas por km².

## Geografía
Sheridan se encuentra ubicado en las coordenadas 40°31′2″N 94°36′53″O / 40.51722, -94.61472. Según la Oficina del Censo de los Estados Unidos, Sheridan tiene una superficie total de 0.5 km², de la cual 0.5 km² corresponden a tierra firme y (0%) 0 km² es agua.

## Demografía
Según el censo de 2010, había 195 personas residiendo en Sheridan. La densidad de población era de 388,09 hab./km². De los 195 habitantes, Sheridan estaba compuesto por el 95.38% blancos, el 0% eran afroamericanos, el 0% eran amerindios, el 1.54% eran asiáticos, el 0% eran isleños del Pacífico, el 1.03% eran de otras razas y el 2.05% pertenecían a dos o más razas. Del total de la población el 1.54% eran hispanos o latinos de cualquier raza.